# Юзефово (Торунський повіт)
Юзефово (пол. Józefowo) — село в Польщі, у гміні Любич Торунського повіту Куявсько-Поморського воєводства.
Населення — 139 осіб (2011).
У 1975-1998 роках село належало до Торунського воєводства.

## Демографія
Демографічна структура станом на 31 березня 2011 року:
|          | Загалом | Допрацездатний вік | Працездатний вік | Постпрацездатний вік |
| -------- | ------- | ------------------ | ---------------- | -------------------- |
| Чоловіки | 71      | 15                 | 50               | 6                    |
| Жінки    | 68      | 18                 | 41               | 9                    |
| Разом    | 139     | 33                 | 91               | 15                   |